# Attacco informatico a Twitter del 15 luglio 2020
L'attacco informatico a Twitter del 15 luglio 2020 fu un evento criminoso avvenuto tra le 20:00 e le 22:00 UTC in cui diversi account Twitter, ciascuno con milioni di follower, furono compromessi per promuovere una truffa tramite bitcoin. I truffatori chiedevano alle persone di inviare bitcoin verso un portafoglio specifico, con la promessa che il denaro inviato sarebbe stato restituito e raddoppiato.
Secondo Vice e TechCrunch, i responsabili hanno avuto modo di accedere agli strumenti amministrativi di Twitter, in modo da poter modificare gli account e pubblicare direttamente i tweet. Si ritiene che abbiano ottenuto l'accesso attraverso l'account di uno dei dipendenti dell'azienda.
Più di 12 bitcoin sono stati inviati verso uno degli indirizzi coinvolti, l'equivalente di più di 110.000 dollari. Pochi minuti dopo la pubblicazione dei tweet, erano già state effettuate oltre 320 transazioni su uno degli indirizzi del portafoglio.
Dmitri Alperovitch, co-fondatore dell'azienda di sicurezza informatica CrowdStrike, ha definito l'incidente come "Il più grave attacco informatico verso una piattaforma di tale importanza".

## L'attacco
Le prime analisi hanno mostrato come i messaggi utilizzati nella truffa sono stati inizialmente pubblicati da account con username brevi, a uno o due caratteri, come "@ 6". La truffa si è poi concentrata su account di alto profilo, con il primo tweet di questo tipo inviato dall'account Twitter di Elon Musk alle 20:17 UTC. Altri account compromessi sono stati quelli di personaggi famosi come Barack Obama, Joe Biden, Bill Gates, Jeff Bezos, Michael Bloomberg, Warren Buffett, Floyd Mayweather,  Kim Kardashian e Kanye West e società come Apple e Uber. Twitter ritiene che siano stati compromessi 130 account e solo 45 sono stati utilizzati per twittare;  la maggior parte degli account presi di mira aveva almeno un milione di follower.
I tweet affermavano che il mittente della criptovaluta, per motivi di beneficenza, avrebbe rimborsato qualsiasi utente raddoppiando il valore di qualsiasi bitcoin inviato. Truffe di questo tipo sono considerate comuni, ma è la prima volta che vengono utilizzati account così importanti per metterle in atto. Gli esperti di sicurezza ritengono che gli autori abbiano gestito la truffa come un'operazione "smash and grab": sapendo che l'intrusione sarebbe stata chiusa rapidamente, gli autori avevano già pianificato che una piccola parte dei milioni di utenti che seguono gli account sarebbero caduti nella truffa nei primi minuti. Più portafogli bitcoin sono stati utilizzati; il primo osservato ha ricevuto oltre 118.000 dollari in bitcoin, da cui ne sono stati rimossi circa 61.000, mentre un secondo ha raccolto solo poche migliaia di dollari. Non è chiaro se parte dei soldi sono stati aggiunti dai truffatori, metodo spesso utilizzato per far sembrare legittima la truffa. Dei fondi aggiunti, la maggior parte proveniva da portafogli con proprietà cinesi, mentre circa il 25% da portafogli degli Stati Uniti. La criptovaluta è stata successivamente trasferita tra più account per oscurarne l'identità.